# Zwitserland op het wereldkampioenschap voetbal 2010
Zwitserland was een van de deelnemende landen aan het wereldkampioenschap voetbal 2010 in Zuid-Afrika. Het land nam voor de negende keer in de geschiedenis deel aan de WK-eindronde. De laatste deelname was in 2006. Zwitserland kwalificeerde zich als een van de dertien Europese landen. Op 4 december 2009 werd de loting verricht voor de poule-indeling van de nationale elftallen. Zwitserland belandde in groep H samen met Spanje, Honduras en Chili.

## Oefeninterlands
Zwitserland speelde drie oefeninterlands in de aanloop naar het WK voetbal in Zuid-Afrika.

|                                                                     |                         |       |                                                             |                                                                                   |
| 3 maart 2010 Vriendschappelijk «onderlinge duels» 20:15 uur (UTC+1) | Zwitserland             | 1 – 3 | Uruguay                                                     | AFG Arena, Sankt Gallen Toeschouwers: 12.500 Scheidsrechter: Nicola Rizzoli (ITA) |
| 3 maart 2010 Vriendschappelijk «onderlinge duels» 20:15 uur (UTC+1) | Gökhan Inler 29' (pen.) |       | 35' Diego Forlán 50' Luis Alberto Suárez 87' Edinson Cavani | AFG Arena, Sankt Gallen Toeschouwers: 12.500 Scheidsrechter: Nicola Rizzoli (ITA) |

|                                                                    |             |                   |            |                                                                                       |
| 1 juni 2010 Vriendschappelijk «onderlinge duels» 20:15 uur (UTC+1) | Zwitserland | 0 – 1             | Costa Rica | Stade de Tourbillon, Sion Toeschouwers: 11.300 Scheidsrechter: Anthony Buttimer (IRL) |
| 1 juni 2010 Vriendschappelijk «onderlinge duels» 20:15 uur (UTC+1) |             | 57' Winston Parks |            | Stade de Tourbillon, Sion Toeschouwers: 11.300 Scheidsrechter: Anthony Buttimer (IRL) |

|                                                                    |                  |       |                        |                                                                                     |
| 5 juni 2010 Vriendschappelijk «onderlinge duels» 20:45 uur (UTC+1) | Zwitserland      | 1 – 1 | Italië                 | Stade de Genève, Genève Toeschouwers: 30.000 Scheidsrechter: Hervé Piccirillo (FRA) |
| 5 juni 2010 Vriendschappelijk «onderlinge duels» 20:45 uur (UTC+1) | Gökhan Inler 10' |       | 14' Fabio Quagliarella | Stade de Genève, Genève Toeschouwers: 30.000 Scheidsrechter: Hervé Piccirillo (FRA) |

## Selectie
- Op 11 mei 2010 maakte bondscoach Ottmar Hitzfeld zijn WK-selectie bekend. Op dat moment moest hij zijn voorselectie van dertig man doorgeven, maar hij diende direct zijn 23-koppige definitieve spelerslijst in. Wel hield hij een stand-bylijst met zes spelers daarop in acht.[2]
- Op 18 mei werd Christoph Spycher van Eintracht Frankfurt wegens een blessure vervangen door Ludovic Magnin.[3]
- In plaats van Bunjaku selecteerde Hitzfeld oorspronkelijk Marco Streller. Die meldde zich een maand voor het toernooi af wegens een op de training opgelopen blessure aan zijn linkerenkel.[4]

data corresponderend met situatie voorafgaand aan toernooi
| Nummer / Naam      | Nummer / Naam        | Geboortedatum | Caps | Goals | Club                | Duels | Goal | Kreeg geel | Kreeg voor de tweede keer geel en dus rood | Weggestuurd |
| Doel               | Doel                 | Doel          | Doel | Doel  | Doel                | Doel  | Doel | Doel       | Doel                                       | Doel        |
| ------------------ | -------------------- | ------------- | ---- | ----- | ------------------- | ----- | ---- | ---------- | ------------------------------------------ | ----------- |
| 1                  | Diego Benaglio       | 08/09/1983    |      |       | VfL Wolfsburg       | 3     | 0    | 1          | 0                                          | 0           |
| 12                 | Marco Wölfli         | 22/08/1982    |      |       | Young Boys          | 0     | 0    | 0          | 0                                          | 0           |
| 21                 | Johnny Leoni         | 30/06/1984    |      |       | FC Zürich           | 0     | 0    | 0          | 0                                          | 0           |
| Verdediging        |                      |               |      |       |                     |       |      |            |                                            |             |
| 2                  | Stephan Lichtsteiner | 16/01/1984    |      |       | Lazio               | 3     | 0    | 0          | 0                                          | 0           |
| 3                  | Ludovic Magnin       | 20/04/1979    |      |       | FC Zürich           | 0     | 0    | 0          | 0                                          | 0           |
| 4                  | Philippe Senderos    | 14/02/1985    |      |       | Arsenal             | 1     | 0    | 0          | 0                                          | 0           |
| 5                  | Steve von Bergen     | 10/06/1983    |      |       | Hertha BSC          | 3     | 0    | 0          | 0                                          | 0           |
| 13                 | Stéphane Grichting   | 30/03/1979    |      |       | Auxerre             | 3     | 0    | 1          | 0                                          | 0           |
| 17                 | Reto Ziegler         | 16/01/1986    |      |       | Sampdoria           | 3     | 0    | 1          | 0                                          | 0           |
| 22                 | Mario Eggimann       | 24/01/1981    |      |       | Hannover 96         | 1     | 0    | 0          | 0                                          | 0           |
| Middenveld         |                      |               |      |       |                     |       |      |            |                                            |             |
| 6                  | Benjamin Huggel      | 07/07/1977    |      |       | FC Basel            | 3     | 0    | 0          | 0                                          | 0           |
| 7                  | Tranquillo Barnetta  | 22/05/1985    |      |       | Bayer Leverkusen    | 3     | 0    | 1          | 0                                          | 0           |
| 8                  | Gökhan Inler         | 27/06/1984    |      |       | Udinese             | 3     | 0    | 1          | 0                                          | 0           |
| 11                 | Valon Behrami        | 19/04/1985    |      |       | West Ham United     | 1     | 0    | 0          | 0                                          | 1           |
| 14                 | Marco Padalino       | 08/12/1983    |      |       | Sampdoria           | 0     | 0    | 0          | 0                                          | 0           |
| 15                 | Hakan Yakin          | 22/02/1977    |      |       | FC Luzern           | 2     | 0    | 1          | 0                                          | 0           |
| 16                 | Gelson Fernandes     | 02/09/1986    |      |       | Saint-Étienne       | 3     | 1    | 1          | 0                                          | 0           |
| 20                 | Pirmin Schwegler     | 09/03/1987    |      |       | Eintracht Frankfurt | 0     | 0    | 0          | 0                                          | 0           |
| 23                 | Xherdan Shaqiri      | 10/10/1991    |      |       | FC Basel            | 1     | 0    | 0          | 0                                          | 0           |
| Aanval             |                      |               |      |       |                     |       |      |            |                                            |             |
| 9                  | Alexander Frei       | 15/07/1979    |      |       | FC Basel            | 2     | 0    | 0          | 0                                          | 0           |
| 10                 | Blaise Nkufo         | 25/05/1975    |      |       | FC Twente           | 3     | 0    | 1          | 0                                          | 0           |
| 18                 | Albert Bunjaku       | 29/11/1983    |      |       | 1. FC Nürnberg      | 1     | 0    | 0          | 0                                          | 0           |
| 19                 | Eren Derdiyok        | 12/06/1988    |      |       | Bayer Leverkusen    | 3     | 0    | 0          | 0                                          | 0           |
| Bondscoach         |                      |               |      |       |                     |       |      |            |                                            |             |
| Vlag van Duitsland | Ottmar Hitzfeld      | 12/01/1949    |      |       |                     |       |      |            |                                            |             |

## WK-wedstrijden

### Groep H
|                                           |        |                  |                      |                                                                                |
| 16 juni 2010 «onderlinge duels» 16:00 uur | Spanje | 0 – 1            | Zwitserland          | Moses Mabhida Stadium, Durban Toeschouwers: 62.453 Scheidsrechter: Howard Webb |
| 16 juni 2010 «onderlinge duels» 16:00 uur |        | Wedstrijdverslag | 53' Gelson Fernandes | Moses Mabhida Stadium, Durban Toeschouwers: 62.453 Scheidsrechter: Howard Webb |

|                                           |                   |                  |             |                                                                                                  |
| 21 juni 2010 «onderlinge duels» 16:00 uur | Chili             | 1 – 0            | Zwitserland | Nelson Mandelabaai Stadion, Port Elizabeth Toeschouwers: 34.872 Scheidsrechter: Khalil Al Ghamdi |
| 21 juni 2010 «onderlinge duels» 16:00 uur | Mark González 75' | Wedstrijdverslag |             | Nelson Mandelabaai Stadion, Port Elizabeth Toeschouwers: 34.872 Scheidsrechter: Khalil Al Ghamdi |

|                                           |                  |       |          |                                                                                     |
| 25 juni 2010 «onderlinge duels» 20:30 uur | Zwitserland      | 0 – 0 | Honduras | Vrystaat Stadion, Bloemfontein Toeschouwers: 28.042 Scheidsrechter: Héctor Baldassi |
| 25 juni 2010 «onderlinge duels» 20:30 uur | Wedstrijdverslag |       |          | Vrystaat Stadion, Bloemfontein Toeschouwers: 28.042 Scheidsrechter: Héctor Baldassi |

### Eindstand
| Land        | Wed | Win | Gel | Ver | DV | DT | +/- | Pnt |
| ----------- | --- | --- | --- | --- | -- | -- | --- | --- |
| Spanje      | 3   | 2   | 0   | 1   | 4  | 2  | +2  | 6   |
| Chili       | 3   | 2   | 0   | 1   | 3  | 2  | +1  | 6   |
| Zwitserland | 3   | 1   | 1   | 1   | 1  | 1  | 0   | 4   |
| Honduras    | 3   | 0   | 1   | 2   | 0  | 3  | -3  | 1   |

SFV · A-internationals · Selecties · Bondscoaches · Zwitsers vrouwenelftal · Olympisch elftal · Zwitserland U21 · Zwitserland U19 · Zwitserland U18 · Zwitserland U17 · Zwitserland U16 · Vrouwen U17
1905 – 1919 · 
1920 – 1929 · 
1930 – 1939 · 
1940 – 1949 · 
1950 – 1959 · 
1960 – 1969 · 
1970 – 1979 · 
1980 – 1989 · 
1990 – 1999 · 
2000 – 2009 · 
2010 – 2019 · 
2020 – 2029
EK's: 1996 · 
2004 · 
2008 · 
2016 · 
2020 · 
2024
WK's: 1934 · 
1938 · 
1950 · 
1954 · 
1962 · 
1966 · 
1994 · 
2006 · 
2010 · 
2014 · 
2018 · 
2022
OS: 1924 · 
1928 · 
2012
1905 · 
1906 · 1907 · 
1908 · 
1909 · 
1910 · 
1911 · 
1912 · 
1913 · 
1914 · 
1915 · 
1916 · 
1917 · 
1918 · 
1919 · 
1920 · 
1921 · 
1922 · 
1923 · 
1924 · 
1925 · 
1926 · 
1927 · 
1928 · 
1929 · 
1930 · 
1931 · 
1932 · 
1933 · 
1934 · 
1935 · 
1936 · 
1937 · 
1938 · 
1939 · 
1940 · 
1941 · 
1942 · 
1943 · 
1944 · 
1945 · 
1946 · 
1947 · 
1948 · 
1949 · 
1950 · 
1952 ·
1952 · 
1953 · 
1954 · 
1955 · 
1956 · 
1957 · 
1958 · 
1959 · 
1960 · 
1961 · 
1962 · 
1963 · 
1964 · 
1965 · 
1966 · 
1967 · 
1968 · 
1969 · 
1970 · 
1971 · 
1972 · 
1973 · 
1974 · 
1975 · 
1976 · 
1977 ·
1978 · 
1979 · 
1980 · 
1981 · 
1982 · 
1983 · 
1984 · 
1985 · 
1986 · 
1987 · 
1988 · 
1989 · 
1990 ·
1991 · 
1992 · 
1993 · 
1994 ·
1995 · 
1996 · 
1997 · 
1998 · 
1999 · 
2000 · 
2001 · 
2002 · 
2003 · 
2004 · 
2005 · 
2006 · 
2007 · 
2008 · 
2009 · 
2010 · 
2011 · 
2012 · 
2013 ·
2014 ·
2015 ·
2016 ·
2017 ·
2018 ·
2019 ·
2020 ·
2021 ·
2022
Albanië ·
Algerije · 
Andorra · 
Argentinië ·
Australië ·
Azerbeidzjan ·
België ·
Bolivia ·
Bosnië en Herzegovina ·
Brazilië ·
Bulgarije ·
Canada ·
Chili ·
China ·
Colombia ·
Costa Rica ·
Cyprus ·
Denemarken ·
DDR ·
Duitsland ·
Ecuador ·
Egypte ·
Engeland · 
Estland ·
Faeröer ·
Finland ·
Frankrijk ·
Georgië ·
Ghana ·
Gibraltar ·
Griekenland ·
Honduras ·
Hongarije ·
Hongkong ·
Ierland ·
IJsland ·
Israël ·
Italië ·
Ivoorkust ·
Jamaica ·
Japan ·
Joegoslavië ·
Kameroen ·
Kenia ·
Kosovo ·
Kroatië ·
Letland ·
Liechtenstein ·
Litouwen ·
Luxemburg ·
Malta ·
Marokko ·
Mexico ·
Moldavië ·
Montenegro ·
Nederland ·
Nigeria ·
Noord-Ierland ·
Noorwegen ·
Oekraïne ·
Oman ·
Oostenrijk ·
Panama ·
Peru ·
Polen ·
Portugal ·
Qatar ·
Roemenië ·
Rusland ·
Saarland ·
San Marino ·
Schotland ·
Servië ·
Slovenië ·
Slowakije ·
Sovjet-Unie · 
Spanje ·
Togo ·
Tsjechië ·
Tsjecho-Slowakije ·
Tunesië ·
Turkije ·
Uruguay ·
Venezuela ·
VA Emiraten ·
Verenigde Staten ·
Wales ·
Wit-Rusland ·
Zimbabwe ·
Zuid-Korea ·
Zweden
Albanië (2016) ·
Argentinië (2014) ·
Brazilië (2018) ·
Chili (2010) ·
Costa Rica (2018) ·
Ecuador (2014) ·
Frankrijk (2006) ·
Frankrijk (2014) ·
Frankrijk (2016) ·
Frankrijk (2021) ·
Honduras (2010) · 
Honduras (2014) · 
Italië (2021) · 
Oekraïne (2006) ·
Portugal (2008)  · 
Portugal (2022) · 
Roemenië (2016) · 
Servië (2018) ·
Spanje (2010) ·
Spanje (2021) ·
Togo (2006) ·
Tsjechië (2008) ·
Turkije (2008) ·
Turkije (2021) ·
Wales (2021) ·
Zuid-Korea (2006) ·
Zweden (2018)